# Préstamo francés
Préstamo francés o sistema de amortización francés es un tipo de préstamo que se caracteriza por que en cada vencimiento el deudor paga una cantidad constante. Es el sistema más usado de amortización en la práctica bancaria.
El sistema francés se encuadra dentro de los préstamos de reembolso periódico en los que la amortización de los mismos se realiza en diversos pagos periódicos que pueden ser de carácter anual, semestral, mensual etc. En consecuencia, en cada término amortizativo (anualidad, si el pago se realiza con esta periodicidad) el deudor paga un importe, que en el sistema francés es siempre la misma, que es suma de una cuota de interés más una cuota de amortización.
- Cuota de interés: En cada periodo, el deudor paga el interés devengado en ese periodo sobre la deuda pendiente a principio del ejercicio.
- Cuota de amortización: Es la parte de la anualidad que dedica a amortizar el préstamo.

## Cálculo de la anualidad o término amortizativo
Las relaciones entre prestamista y prestatario desde el punto de vista financiero se basan en el principio de equivalencia financiera durante la vida de la operación. La fórmula que calcula la anualidad de un préstamo francés, en virtud de esta equivalencia es:
{\displaystyle a={\frac {C}{a_{n\urcorner i}}}}
Donde:
{\displaystyle a\,} es la anualidad o término amortizativo del préstamo.
{\displaystyle C\,} es el capital prestado.
{\displaystyle i\,} es el tipo de interés del préstamo.
{\displaystyle n\,} es el número de años que dura el préstamo.
{\displaystyle a_{n\urcorner i}={\frac {(1+i)^{n}-1}{i\times (1+i)^{n}}}}
Es decir, {\displaystyle a={\frac {C*i*(1+i)^{n}}{(1+i)^{n}-1}}}

## Cuotas de interés y cuotas de amortización en el sistema francés
En un préstamo francés, las cuotas de interés van disminuyendo a medida que avanza el tiempo, mientras que por el contrario la parte de cada cuota que se dedica a amortización va subiendo anualmente. Las cuotas de amortización van creciendo siguiendo una progresión geométrica de razón (1+i).

## Ejemplo de amortización por el sistema francés
Sea un préstamo con las siguientes características:
- Capital prestado = 10.000
- Duración del préstamo = 6 años
- interés del préstamo = 3% anual

El término amortizativo será;  {\displaystyle a={\frac {10000*0,03*(1+0,03)^{6}}{(1+0,03)^{6}-1}}=1.845,975} (redondeado a 1.845,98)
El cuadro resultante por el sistema francés sería el siguiente:
| Año | Término Amortizativo ( {\displaystyle \alpha } ) | Cuota de interés {\displaystyle I_{n}=C_{n-1}*i} | Cuota de amortización {\displaystyle A_{n}=\alpha -I_{n}} | Capital amortizado {\displaystyle S_{1}=\alpha ;S_{2}=A_{2}+S_{1};S_{n}=A_{n}+S_{n-1}} | Capital vivo{\displaystyle C_{1}=C-{A_{1}};C_{2}=C_{1}-{A_{2}};C_{n}=C_{n-1}-A_{n}} |
| --- | ------------------------------------------------ | ------------------------------------------------ | --------------------------------------------------------- | -------------------------------------------------------------------------------------- | ----------------------------------------------------------------------------------- |
| 1   | 1.845,98                                         | 300,00                                           | 1.545,98                                                  | 1.545.98                                                                               | 8.454,02                                                                            |
| 2   | 1.845,98                                         | 253,63                                           | 1.592,35                                                  | 3.138,33                                                                               | 6.861,67                                                                            |
| 3   | 1.845,98                                         | 205,86                                           | 1.640,12                                                  | 4.778,45                                                                               | 5.221,55                                                                            |
| 4   | 1.845,98                                         | 156,65                                           | 1.689,33                                                  | 6467,78                                                                                | 3.532,22                                                                            |
| 5   | 1.845,98                                         | 105,97                                           | 1.740,01                                                  | 8.207,79                                                                               | 1.792,21                                                                            |
| 6   | 1.845,98                                         | 53,77                                            | 1.792,21                                                  | 10.000,00                                                                              | 0                                                                                   |

En este caso, tras finalizar el préstamo, se habrían pagado un total de {\displaystyle 1.075,88(300,00+253,63+205,86+156,65+105,97+53,77=1.075,88}) en intereses.